# Gran Premio de Checoslovaquia de Motociclismo de 1976
El Gran Premio de Checoslovaquia de Motociclismo de 1976 fue la décima prueba de la temporada 1976 del Campeonato Mundial de Motociclismo. El Gran Premio se disputó el 22 de agosto de 1976 en el Circuito de Brno.

## Resultados 500cc
Victoria del británico John Newbold por delante del finlandés Teuvo Länsivuori y del suizo Philippe Coulon. El británico y flamante campeón del Mundo, Barry Sheene volvió a ausentarse de disputar de un Gran Premio del que no le reportaba un gran retorno económico.
| Pos.     | Piloto              | Equipo | Tiempo     | Pts. |
| -------- | ------------------- | ------ | ---------- | ---- |
| 1        | John Newbold        | Suzuki | 56' 56" 45 | 15   |
| 2        | Teuvo Länsivuori    | Suzuki | +11" 04    | 12   |
| 3        | Philippe Coulon     | Suzuki | +22" 68    | 10   |
| 4        | Karl Auer           | Yamaha | +1' 34" 20 | 8    |
| 5        | Max Wiener          | Yamaha | +1' 42" 86 | 6    |
| 6        | Olivier Chevallier  | Yamaha | +1' 53" 11 | 5    |
| 7        | Bernd Tüngethal     | Yamaha | +2' 12" 90 | 4    |
| 8        | Boet van Dulmen     | Suzuki | +3' 12" 19 | 3    |
| 9        | Chas Mortimer       | Suzuki | +3' 30" 68 | 2    |
| 10       | Edmar Ferreira      | Yamaha | +3' 31" 30 | 1    |
| 11       | Bosse Granath       | Yamaha | +3' 52" 70 |      |
| 12       | Charlie Dobson      | Yamaha | +1 Vuelta  |      |
| 13       | János Drapál        | Yamaha | +1 Vuelta  |      |
| 14       | Giorgio Gatti       | Yamaha | +1 Vuelta  |      |
| 15       | Michael Schmid      | Yamaha | +1 Vuelta  |      |
| 16       | Walter Kaletsch     | Yamaha | +2 Vueltas |      |
| 17       | Lars Johansson      | Yamaha | +9 Vueltas |      |
| Ret      | Alex George         | Suzuki | Ret        |      |
| Ret      | Marco Lucchinelli   | Suzuki | Ret        |      |
| Ret      | Pat Hennen          | Suzuki | Ret        |      |
| Ret      | Giacomo Agostini    | Suzuki | Ret        |      |
| Ret      | Christian Estrosi   | Suzuki | Ret        |      |
| Ret      | Bohumil Stasa       | CZ     | Ret        |      |
| Ret      | Virginio Ferrari    | Suzuki | Ret        |      |
| Ret      | Jean-Philippe Orban | Yamaha | Ret        |      |
| Ret      | Helmut Kassner      | Suzuki | Ret        |      |
| Ret      | Roberto Gallina     | Suzuki | Ret        |      |
| Ret      | Jack Findlay        | Suzuki | Ret        |      |
| Ret      | Roland Freymond     | Yamaha | Ret        |      |
| Ret      | Piers Forrester     | Yamaha | Ret        |      |
| Ret      | Tom Herron          | Yamaha | Ret        |      |
| Ret      | Bob Coulter         | Yamaha | Ret        |      |
| Ret      | Peter Baláž         | Yamaha | Ret        |      |
| Ret      | Francis Hollebecq   | Suzuki | Ret        |      |
| Ret      | Víctor Palomo       | Yamaha | Ret        |      |
| Ret      | Børge Nielsen       | Yamaha | Ret        |      |
| Ret      | Dieter Braun        | Suzuki | Ret        |      |
| Sources: |                     |        |            |      |

## Resultados 350cc
En 350cc, el italiano Walter Villa da un golpe muy importante a la clasificación al conseguir la victoria en este Gran Premio, la tercera en su cuenta particular esta temporada. El español Víctor Palomo y el británico Tom Herron fueron segundo y tercero respectivamente en esta carrera.
| Pos. | Piloto              | Moto            | Tiempo     | Pts. |
| ---- | ------------------- | --------------- | ---------- | ---- |
| 1    | Walter Villa        | Harley-Davidson | 53' 59" 61 | 15   |
| 2    | Víctor Palomo       | Yamaha          | +3" 05     | 12   |
| 3    | Tom Herron          | Yamaha          | +4" 98     | 10   |
| 4    | Pentti Korhonen     | Yamaha          | +13" 66    | 8    |
| 5    | Chas Mortimer       | Maxton-Yamaha   | +16" 55    | 6    |
| 6    | John Dodds          | Yamaha          | +19" 46    | 5    |
| 7    | Gianfranco Bonera   | Harley-Davidson | +1' 25" 18 | 4    |
| 8    | Karl Auer           | Yamaha          | +1' 40" 28 | 3    |
| 9    | Franz Kunz          | Yamaha          | +1' 45" 31 | 2    |
| 10   | Christian Sarron    | Yamaha          | +1' 50" 82 | 1    |
| 11   | Takazumi Katayama   | Yamaha          | +1' 56" 46 |      |
| 12   | Alex George         | Yamaha          | +2' 27" 19 |      |
| 13   | Peter Baláž         | Yamaha          | +2' 27" 29 |      |
| 14   | Giovanni Proni      | Yamaha          | +2' 44" 46 |      |
| 15   | Leif Gustafsson     | Yamaha          | +3' 15" 50 |      |
| 16   | Max Wiener          | Yamaha          | +3' 43" 38 |      |
| 17   | János Reisz         | Yamaha          | +1 Vuelta  |      |
| 18   | Jan Bartunek        | Jawa            | +1 Vuelta  |      |
| 19   | Olivier Chevallier  | Yamaha          | +2 Vueltas |      |
| Ret  | Dieter Braun        | Morbidelli      | Ret        |      |
| Ret  | Johnny Cecotto      | Yamaha          | Ret        |      |
| Ret  | Marcel Ankoné       | Yamaha          | Ret        |      |
| Ret  | Boet van Dulmen     | Yamaha          | Ret        |      |
| Ret  | Pekka Nurmi         | Yamaha          | Ret        |      |
| Ret  | Mario Lega          | Yamaha          | Ret        |      |
| Ret  | Jack Findlay        | Yamaha          | Ret        |      |
| Ret  | Philippe Coulon     | Yamaha          | Ret        |      |
| Ret  | Giacomo Agostini    | MV-Augusta      | Ret        |      |
| Ret  | Bruno Kneubühler    | Yamaha          | Ret        |      |
| Ret  | Jean-François Baldé | Yamaha          | Ret        |      |
| Ret  | Gérard Choukroun    | Yamaha          | Ret        |      |
| Ret  | Patrick Fernandez   | Yamaha          | Ret        |      |
| Ret  | Tapio Virtanen      | MZ              | Ret        |      |
| Ret  | Franco Uncini       | Yamaha          | Ret        |      |

## Resultados 250cc
En el cuarto de litro, nuevo dominio de las Harley-Davidson con doblete. El italiano Water Villa consigue su sexta victoria esta temporada en esta categoría y se proclama campeón de la categoría por delante de su compañero de equipo Gianfranco Bonera, que fue segundo.
| Pos. | Piloto              | Moto            | Tiempo     | Pts. |
| ---- | ------------------- | --------------- | ---------- | ---- |
| 1    | Walter Villa        | Harley-Davidson | 50' 46" 12 | 15   |
| 2    | Gianfranco Bonera   | Harley-Davidson | +35" 63    | 12   |
| 3    | Takazumi Katayama   | Yamaha          | +50" 22    | 10   |
| 4    | Víctor Palomo       | Yamaha          | +53" 21    | 8    |
| 5    | Bruno Kneubühler    | Yamaha          | +54" 55    | 6    |
| 6    | Tom Herron          | Yamaha          | +1' 04" 26 | 5    |
| 7    | Dieter Braun        | Yamaha          | +1' 14" 38 | 4    |
| 8    | Pentti Korhonen     | Yamaha          | +1' 26" 67 | 3    |
| 9    | John Dodds          | Yamaha          | +1' 36" 84 | 2    |
| 10   | Harald Bartol       | Yamaha          | +1' 45" 35 | 1    |
| 11   | János Drapál        | Yamaha          | +1' 49" 91 |      |
| 12   | Patrick Fernandez   | Yamaha          | +1' 56" 64 |      |
| 13   | Olivier Chevallier  | Yamaha          | +1' 56" 94 |      |
| 14   | Christian Sarron    | Yamaha          | +2' 07" 27 |      |
| 15   | Bernd Tüngethal     | Yamaha          | +2' 51" 50 |      |
| 16   | Mario Lega          | Yamaha          | +2' 51" 91 |      |
| 17   | Leif Gustafsson     | Yamaha          | +3' 20" 82 |      |
| 18   | Pentti Salonen      | Yamaha          | +3' 26" 14 |      |
| 19   | Rudolf Weiss        | Yamaha          | +3' 26" 66 |      |
| 20   | Bosse Granath       | Yamaha          | +3' 27" 26 |      |
| 21   | Peter Baláž         | Jawa            | +3' 53" 43 |      |
| 22   | Ken Nemoto          | Yamaha          | +4' 16" 67 |      |
| 23   | Hans Stadelmann     | Yamaha          | +1 Vuelta  |      |
| 24   | Alan Engel          | Kawasaki        | +1 Vuelta  |      |
| 25   | Oldrich Kaba        | Jawa            | +1 Vuelta  |      |
| 26   | Vladimir Jarolin    | Jawa            | +1 Vuelta  |      |
| 27   | Jan Bartunek        | Jawa            | +1 Vuelta  |      |
| 28   | János Reisz         | Yamaha          | +1 Vuelta  |      |
| 29   | Andrzej Szymanski   | Yamaha          | +1 Vuelta  |      |
| 30   | Zbygniew Chomno     | Yamaha          | +2 Vueltas |      |
| Ret  | Franz Kunz          | Yamaha          | Ret        |      |
| Ret  | Jean-François Baldé | Yamaha          | Ret        |      |
| Ret  | Gérard Choukroun    | Yamaha          | Ret        |      |
| Ret  | Chas Mortimer       | Yamaha          | Ret        |      |
| Ret  | Tapio Virtanen      | MZ              | Ret        |      |
| Ret  | Giovanni Proni      | Yamaha          | Ret        |      |
| Ret  | Franco Uncini       | Yamaha          | Ret        |      |